# Кононівка (станція)
Кононівка — проміжна залізнична станція 4-го класу Київської дирекції Південно-Західної залізниці на електрифікованій лінії Київ — Полтава. Розташована в  однойменному селищі Золотоніського району Черкаської області. Частина лінії Дарниця — Гребінка на ділянці Яготин — Гребінка (завдовжки 47 км) пролягає територією трьох областей — Київською, Черкаською та Полтавською. Оскільки станція Кононівка якраз розташована на території Черкаської області, це фактично найпівнічніша точка області[джерело?].

## Історія
Станція відкрита у 1901 році, одночасно з відкриттям руху поїздів лінією Київ — Полтава. Попередня будівля вокзалу на схід від нинішньої збереглася, але покинута, побудована за типовим для цієї залізниці проєктом. Першим начальником станція був селянин Федір Савич Смаглієнко.
Український військовий діяч, сотник УГА та армії УНР Станімір Осип у книзі «Моя участь у визвольних змаганнях 1917—1920 роках» згадував станцію Кононівка у 1917 році:
«По дорозі до залізничної станції ми стрінули студентський курінь, пізніших Крутянців. Йшли бадьоро і спішно. Були одягнені різноманітно — в студентських мундурах, солдатських шинелях та з різною зброєю в руках і на раменах. До нас підбіг якийсь гімназист і попросив: «Товаришу, покажіть як ту ґвінтовку нарядить!» Значить, що й студенти перейшли подібний військовий вишкіл як ми, два чи три дні, і необучені спішили на фронт проти наступаючих большевиків. Ми розійшлись, студентський курінь подавсь на північ у сторону Бахмача, а ми завагонувались і від'їхали в напрямі Полтави.
Десь на половині дороги до Полтави до нас долучено сотню піхоти Січових стрільців під командою сотника Романа Сушка і під ранок на станції Кононівка ми вивагонувались і бойовим порядком рушили до наступу. Сотня Січових стрільців пішла вперед, а ми, артилерія, зайняли позиції на право від залізничого двірця, за невеликим горбком і зараз же відкрили огонь. Бій почався і тривав до пізнього вечора, зате ніч була спокійна. 

На другий день, вчасним ранком ворог привітав нас гураґанним огнем. Ґранати і шрапнелі падали на переміну довкола нас, на щастя нікого не ранили. Ми лежали в напруженні біля гармат, чекаючи приказу нашого коменданта, що був на обсерваційному пункті. Зближалось полуднє, бій перед нами кипів, скоростріли клекотіли, а ми все ще мовчали. Нараз відізвався телефон і впав короткий приказ нашого штабскапітана — «віддати гарматну серію з обох орудій на такий, а такий приціл». Ми вистрілили, а по короткій мовчанці штабскапітан зголосив телефоном — «другий стріл розбив большевицьку панцерку, між ворогом метушня, тепер скорий огонь на попередній той самий приціл». — Почалась сильна обопільна стрілянина. Наші Січові стрільці, підбадьорені нашим удачним обстрілом, наперли ще сильніше і большевики подались взад на Полтаву. Під вечір все успокоїлось й ми тріюмфували упоєні побідою. Та не довго ми тішились. — Вночі, 1 лютого 1918 року прийшов алярмуючий наказ такого змісту: «Більшовики зайняли Дарницю і напирають на Київ, залишайте полтавський фронт і просовуйтесь через Дарницю до Києва».
Також відомо про ще один бій між армією УНР і більшовиками: «Тоді ж проходив бій біля станції Кононівка, де 180 петлюрівців зіштовхнулись з частиною 1-ї армії Єгорова чисельністю 1100 особового складу, що складалась з донецьких та харківських червоногвардійців»

Військовий меморіал
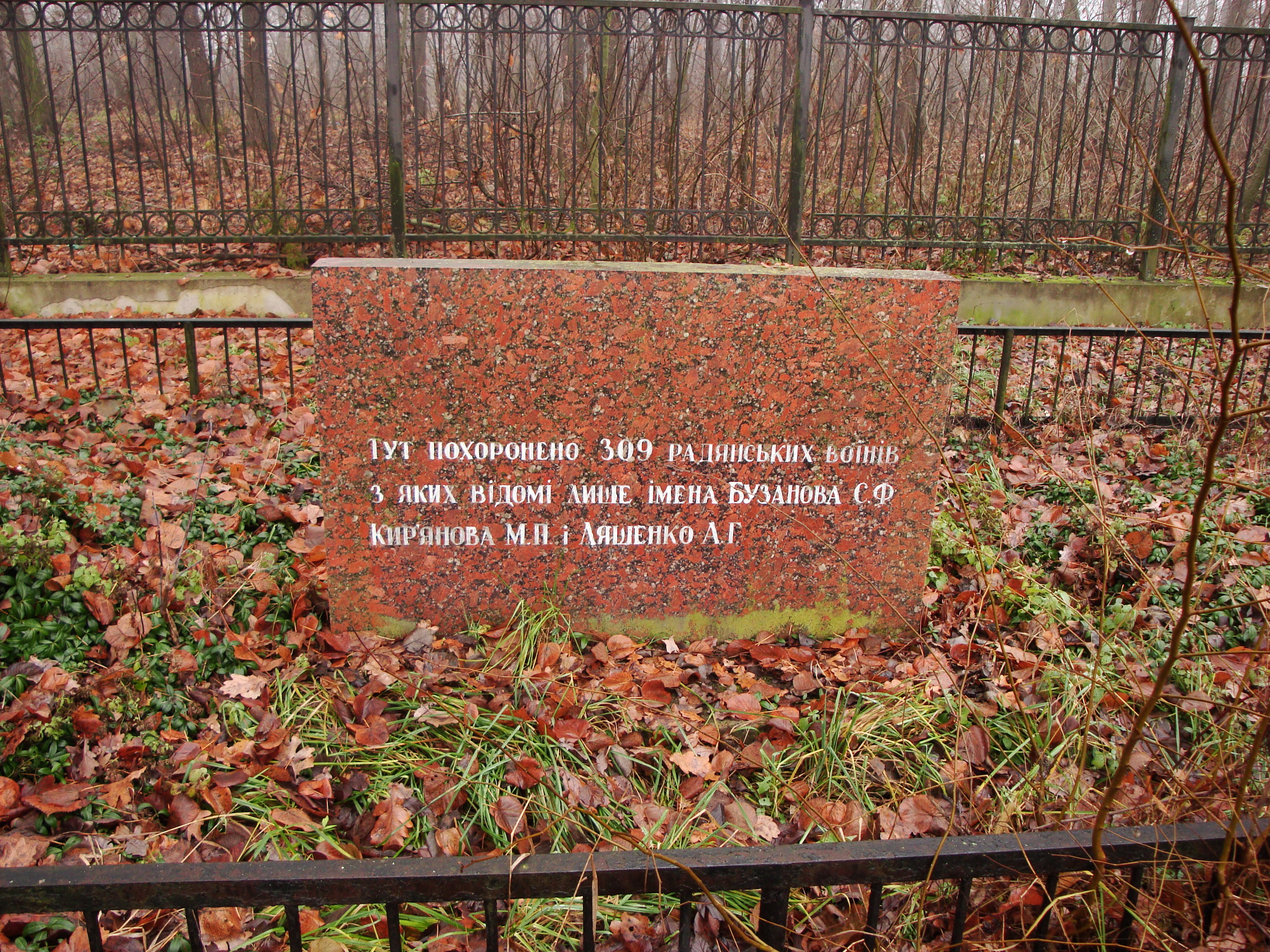
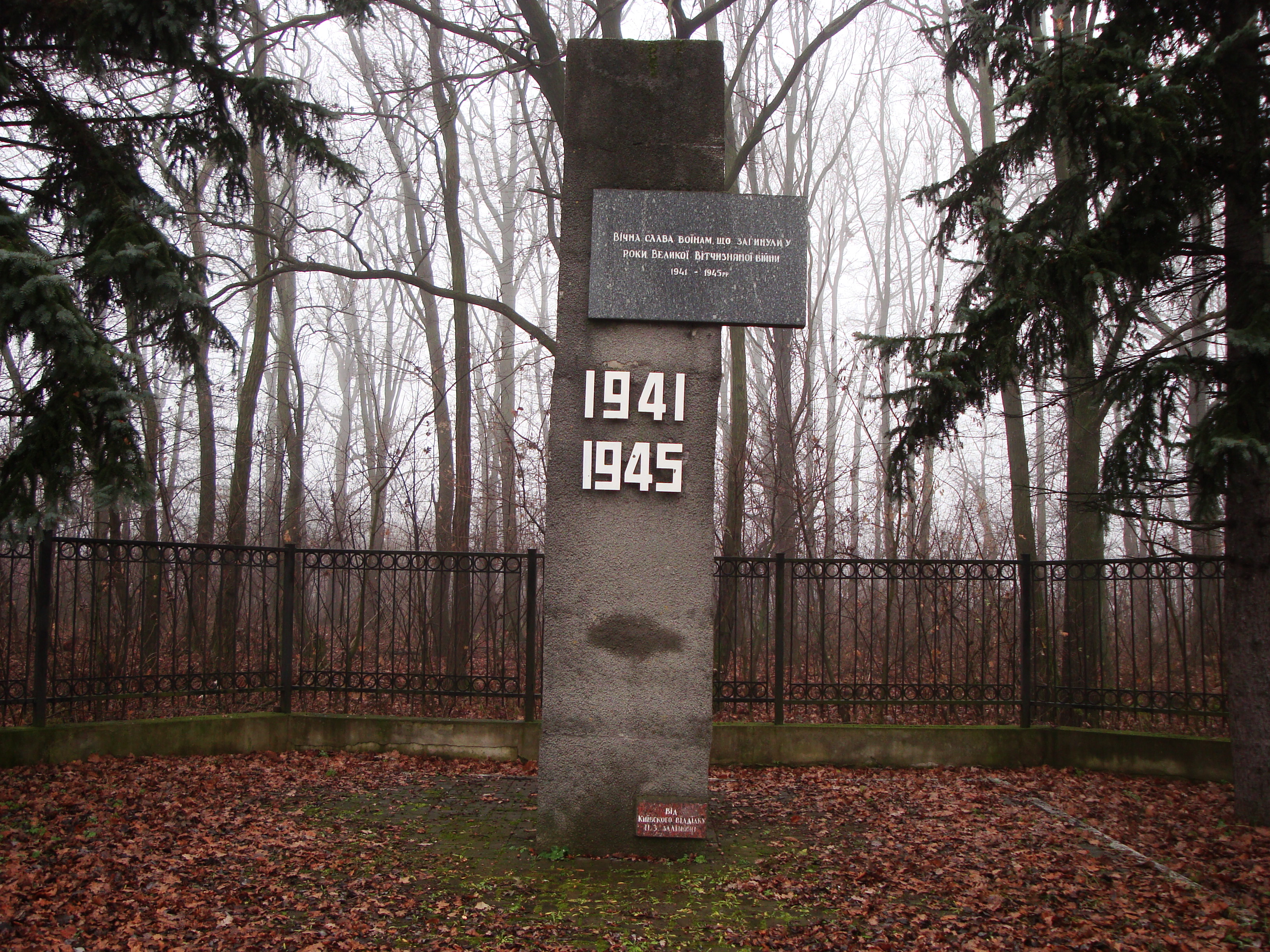
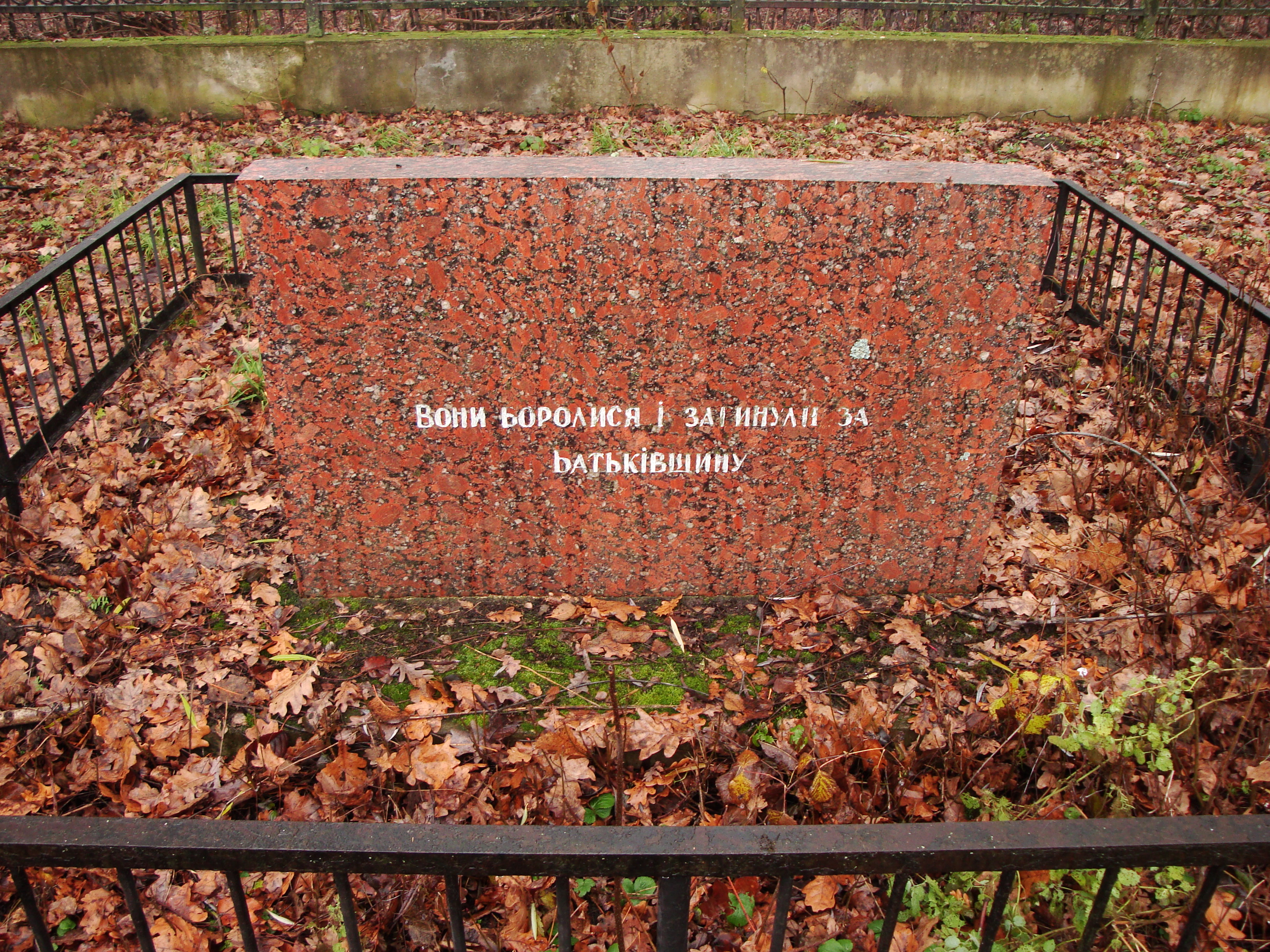

У 1994 році станція електрифікована змінним струмом (~25 кВ) в складі дільниці Яготин — Гребінка (завдожки 45,4 км).

## Пасажирське сполучення
На станції Кононівка зупиняються приміські електропоїзди сполученням Київ — Гребінка.

## Цікавий факт
Станція описана у творі Панаса Мирного «Хіба ревуть воли, як ясла повні?»[джерело?].

## Галерея

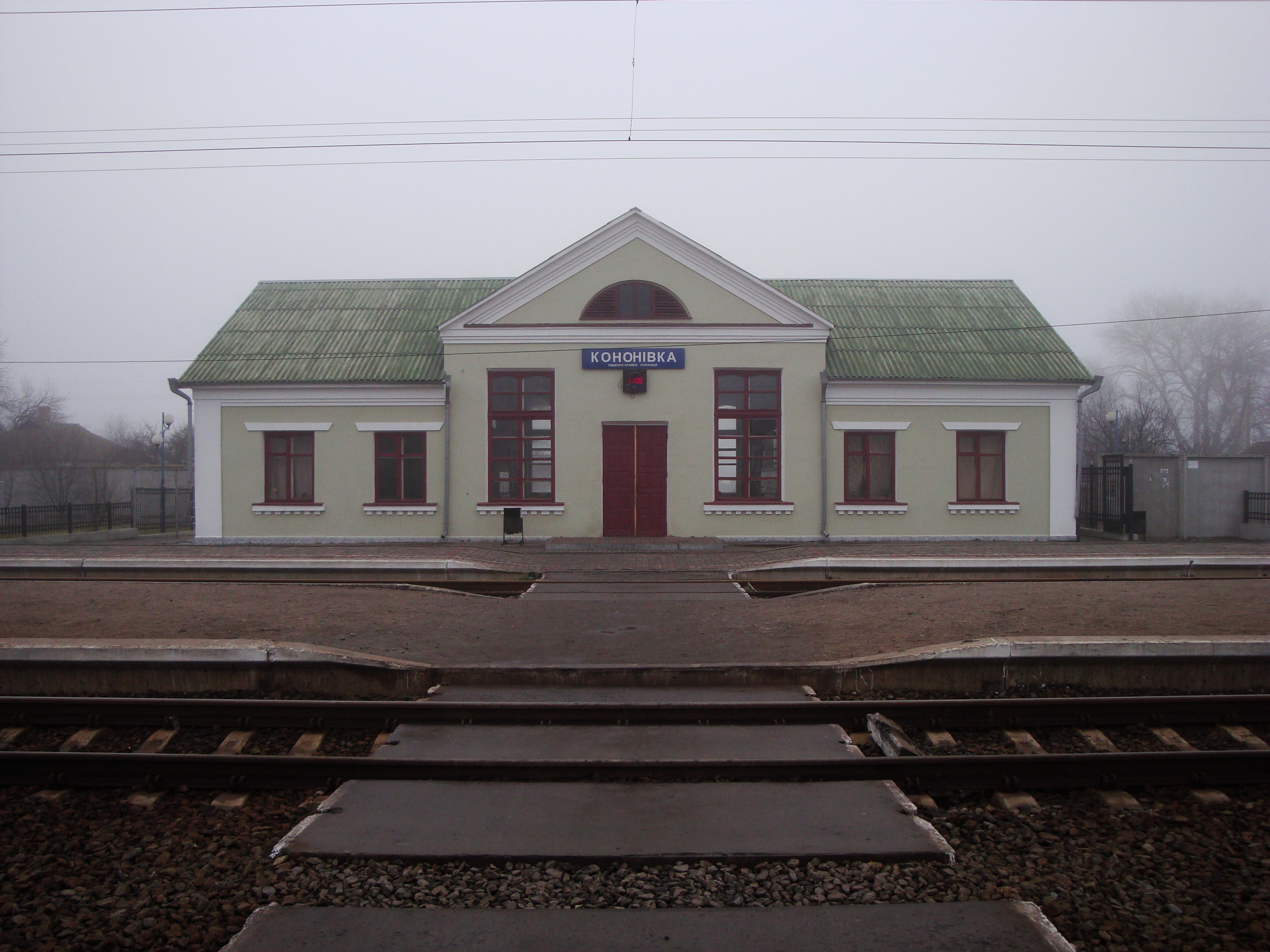
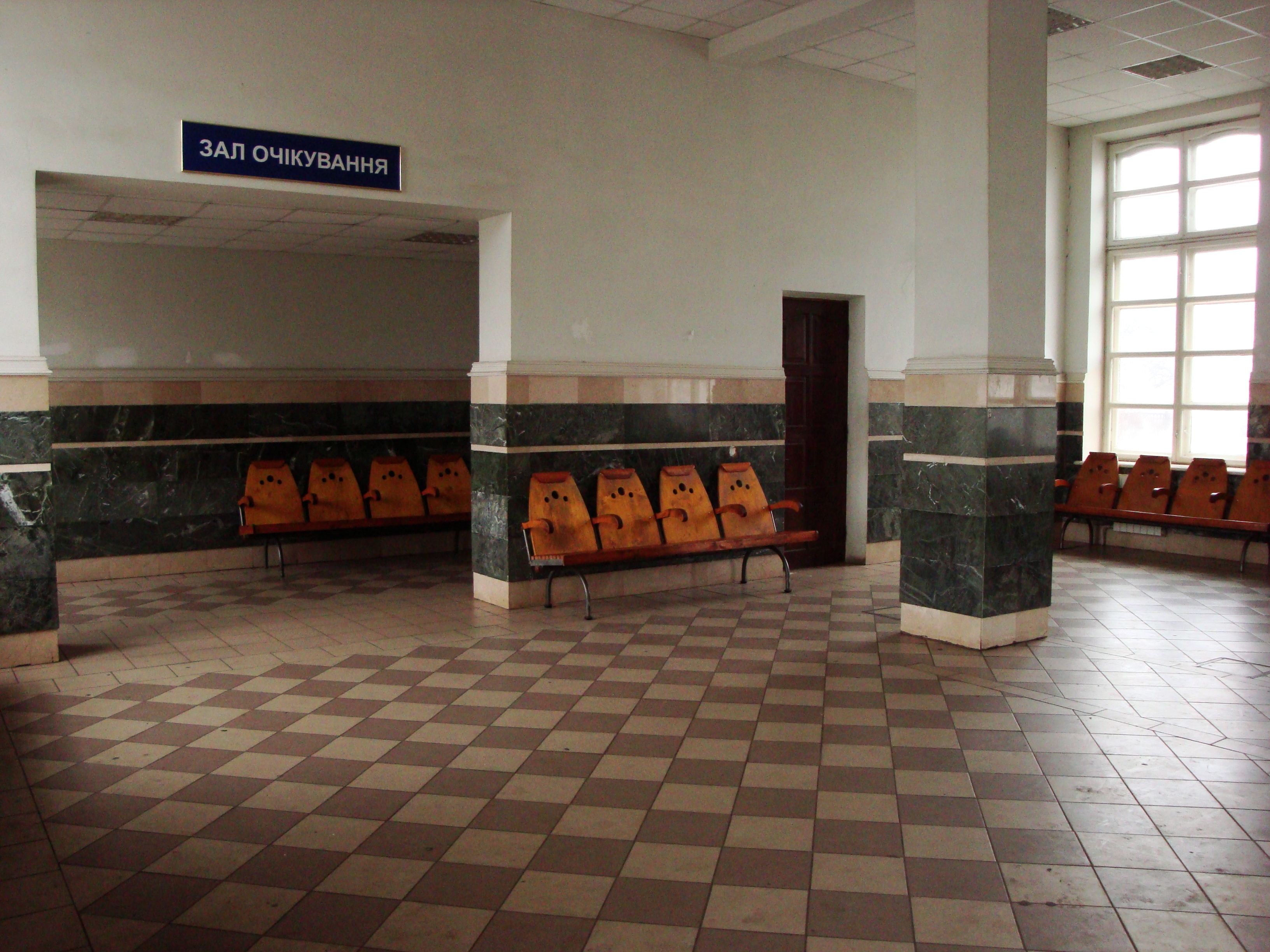
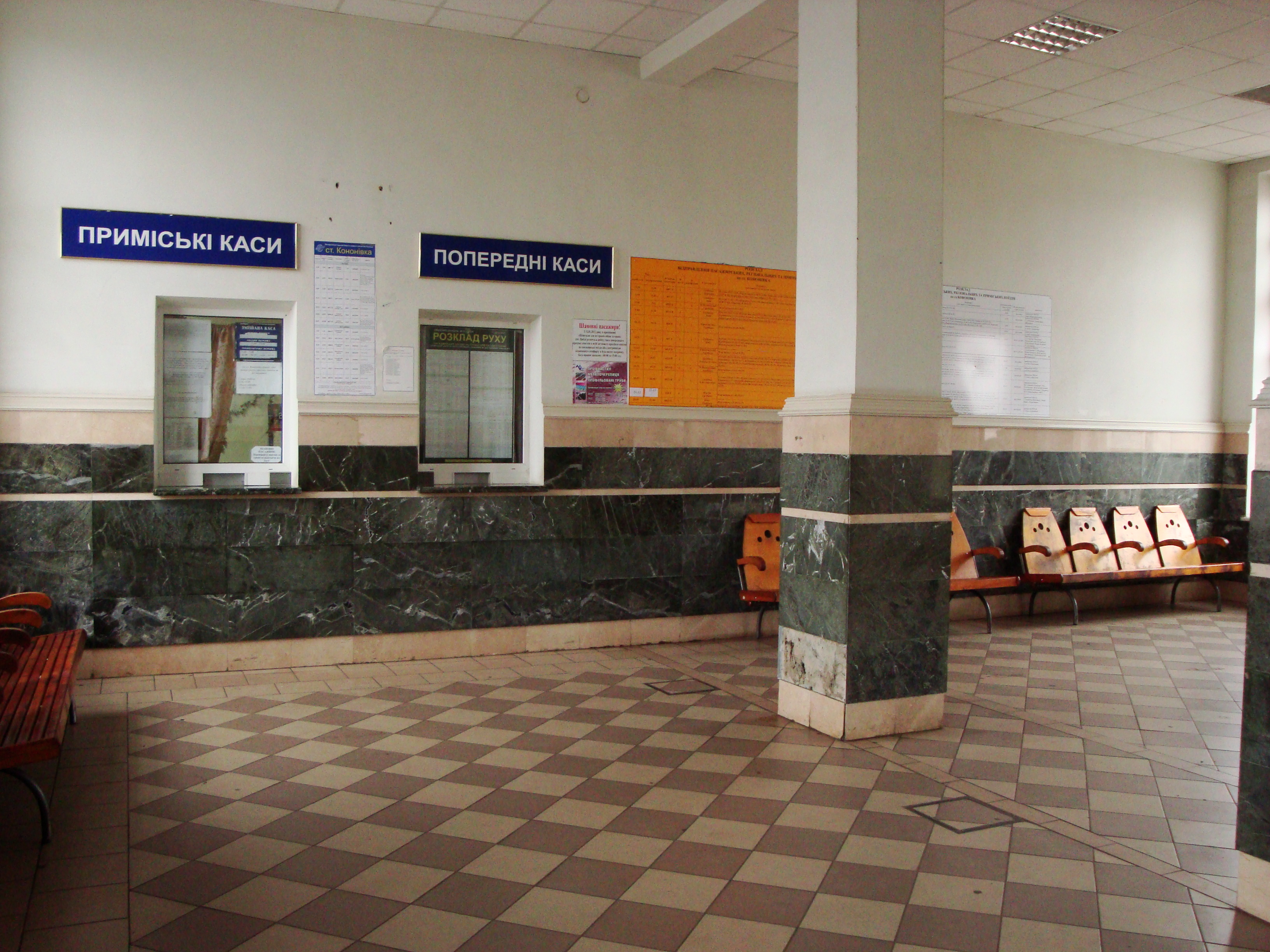
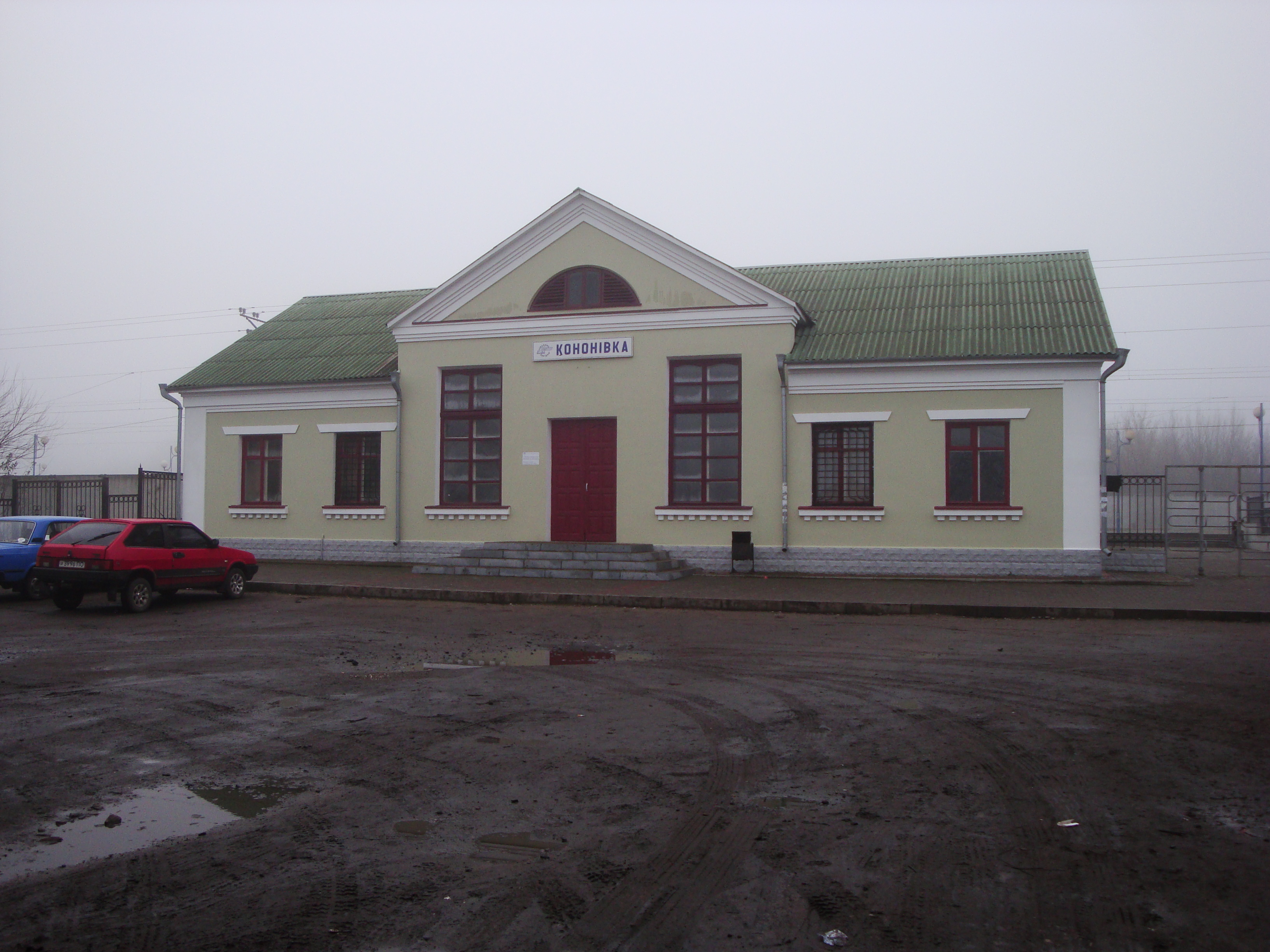
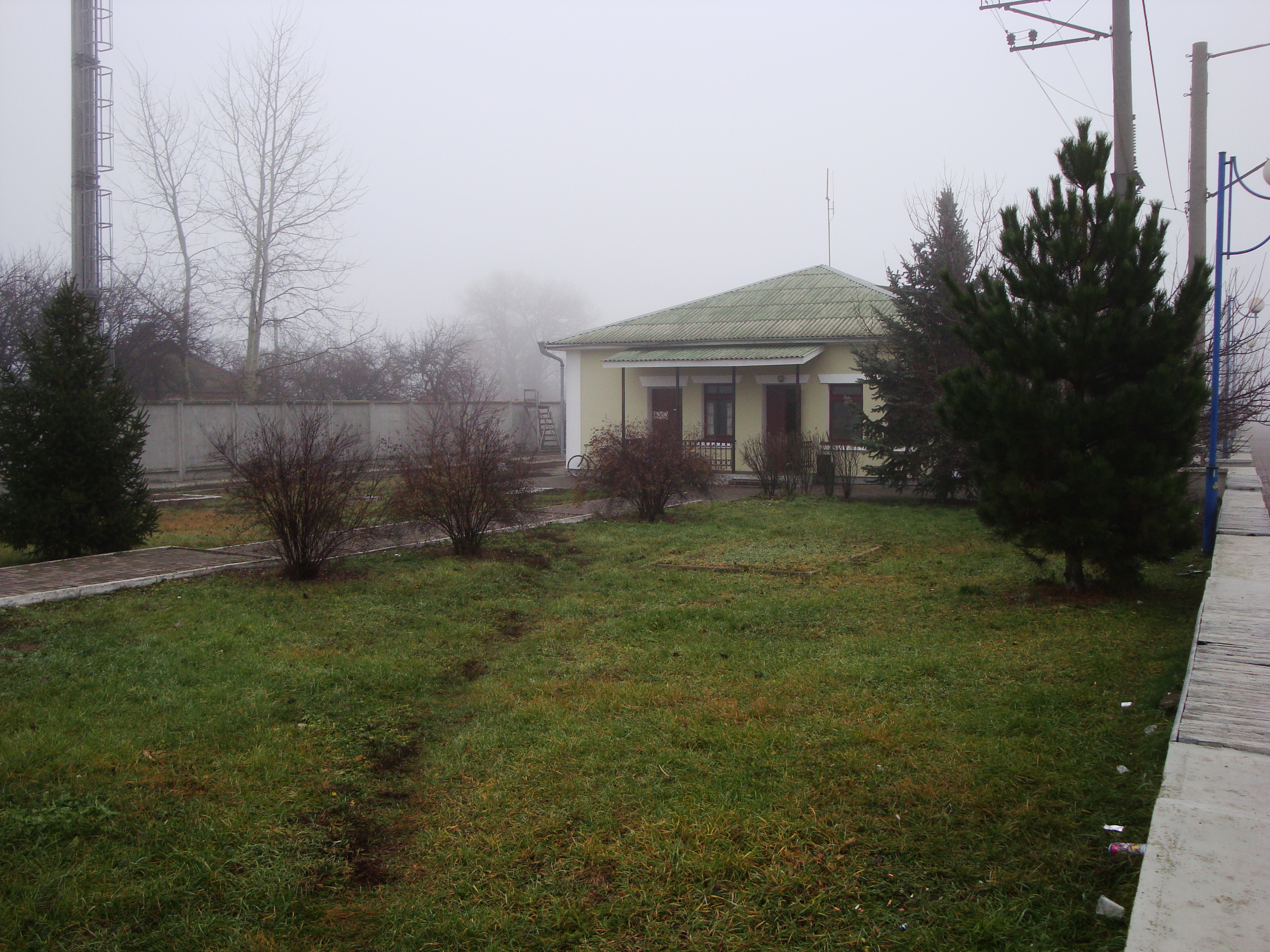

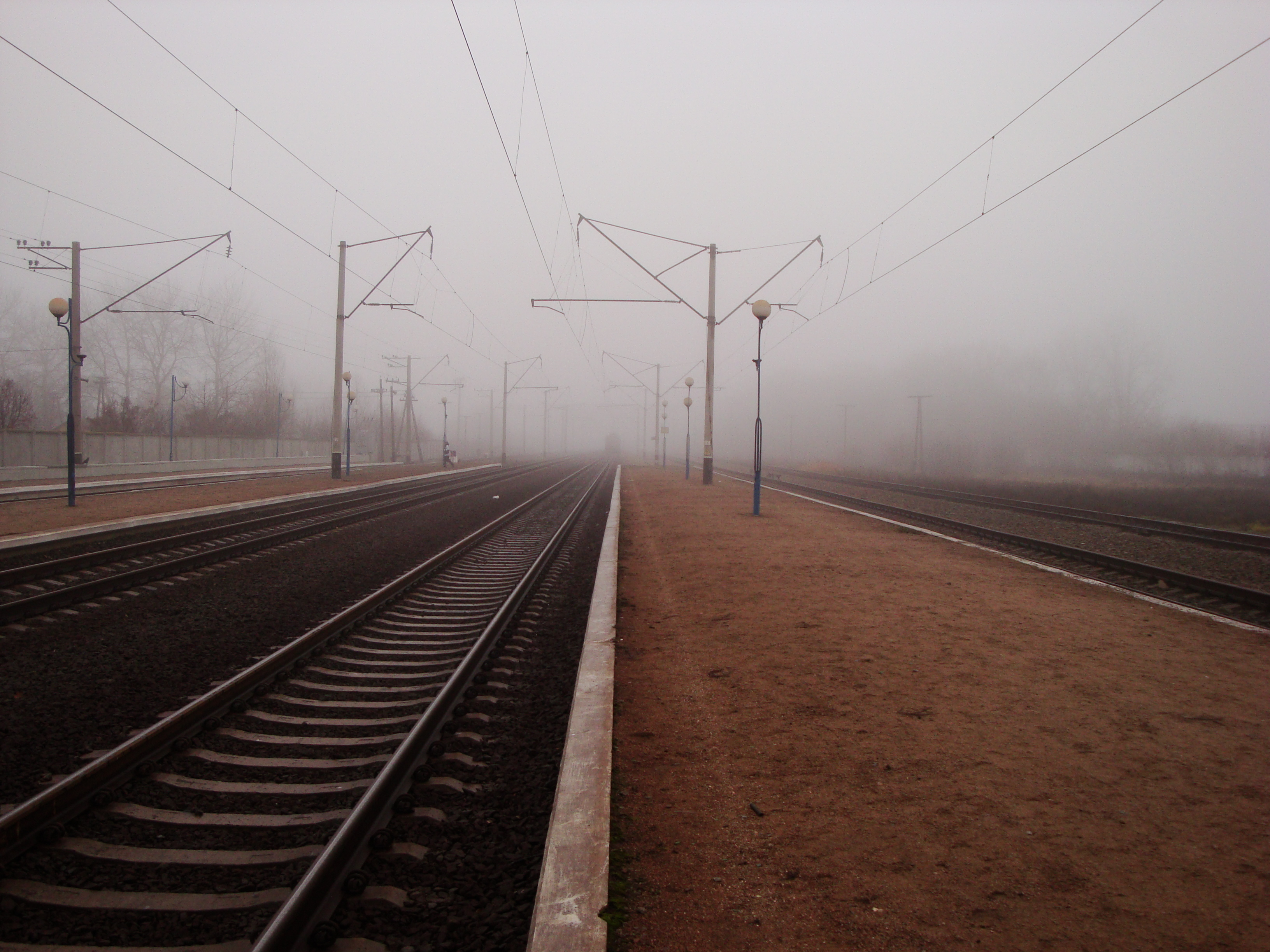
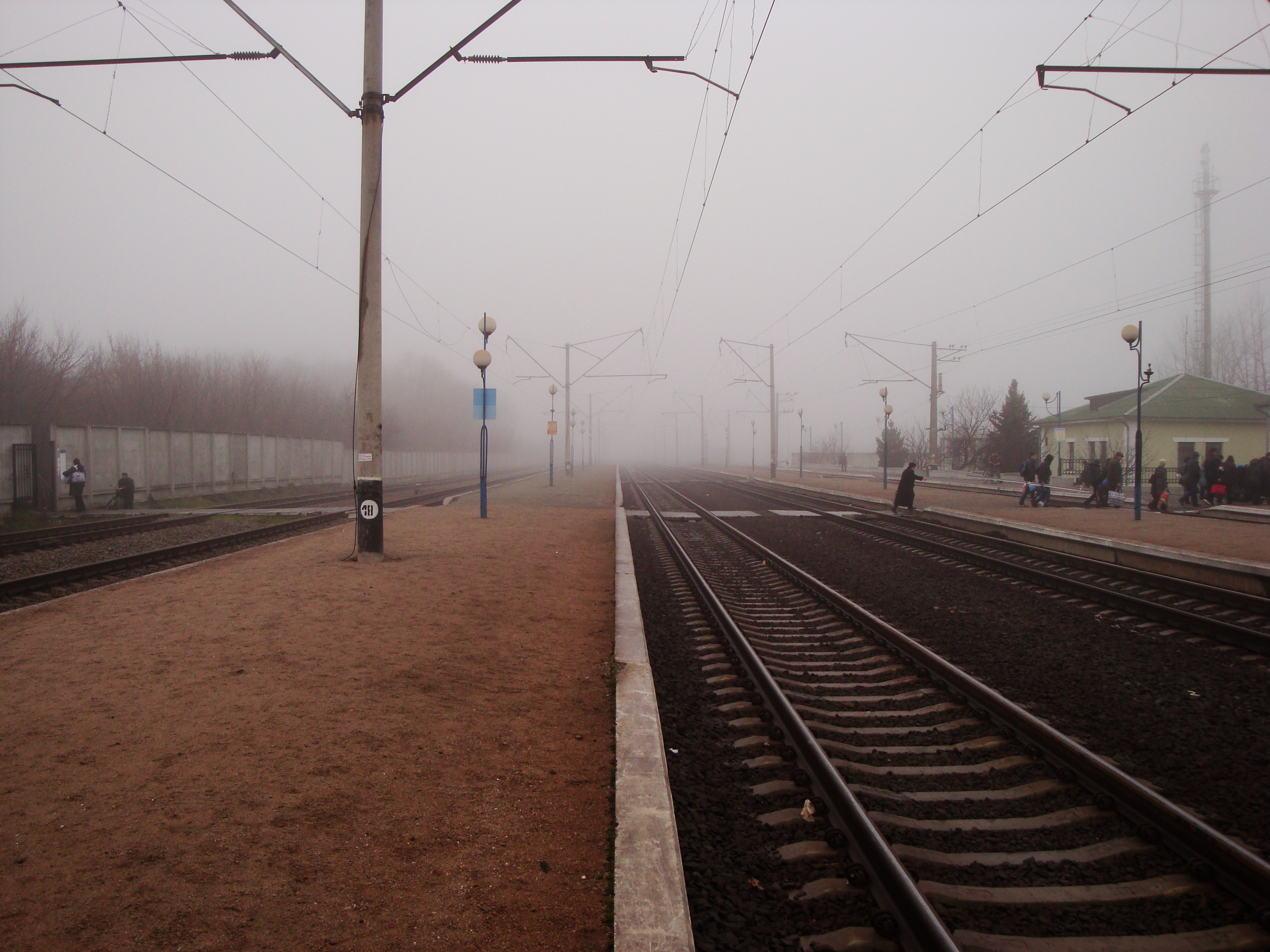
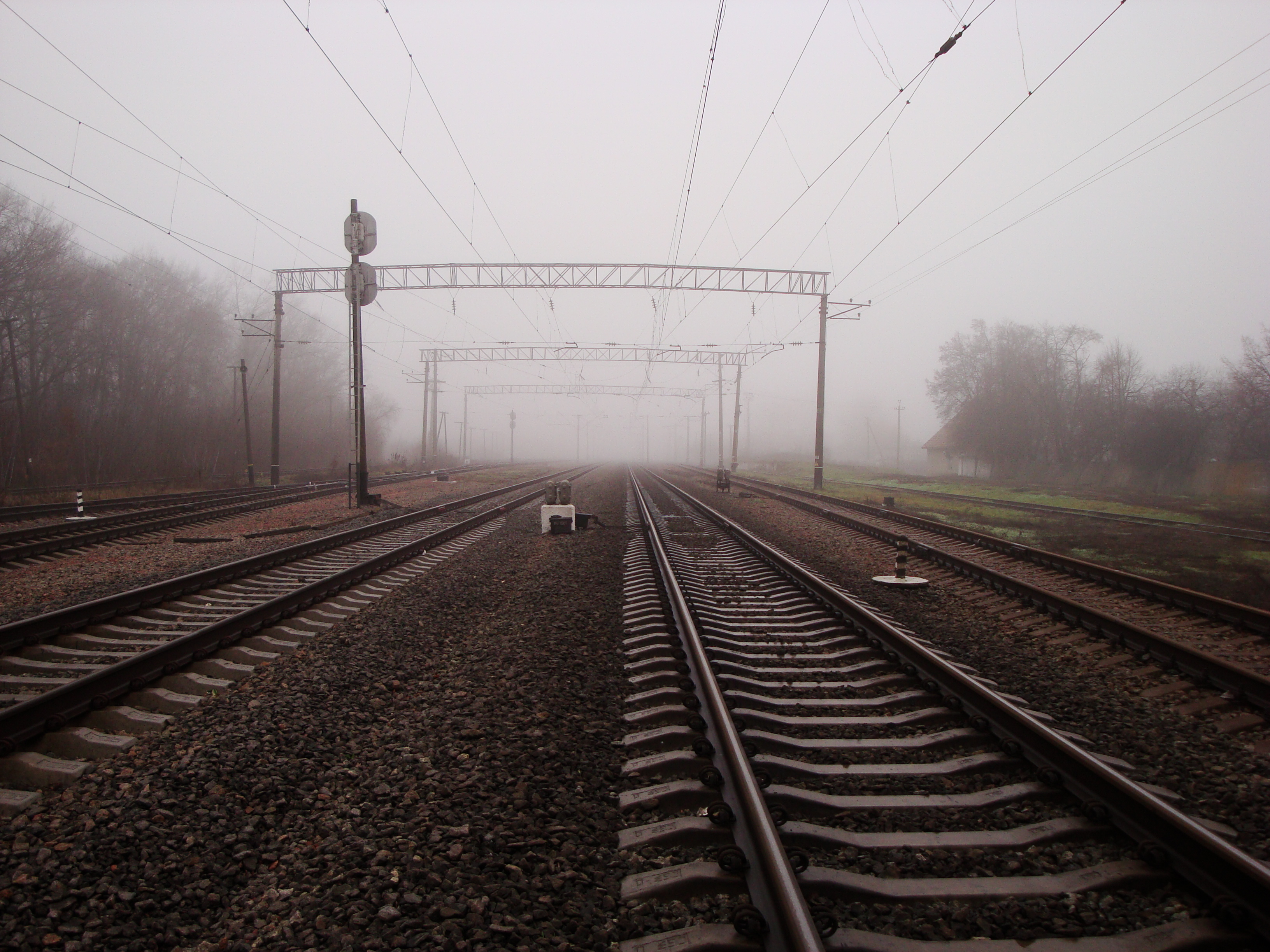
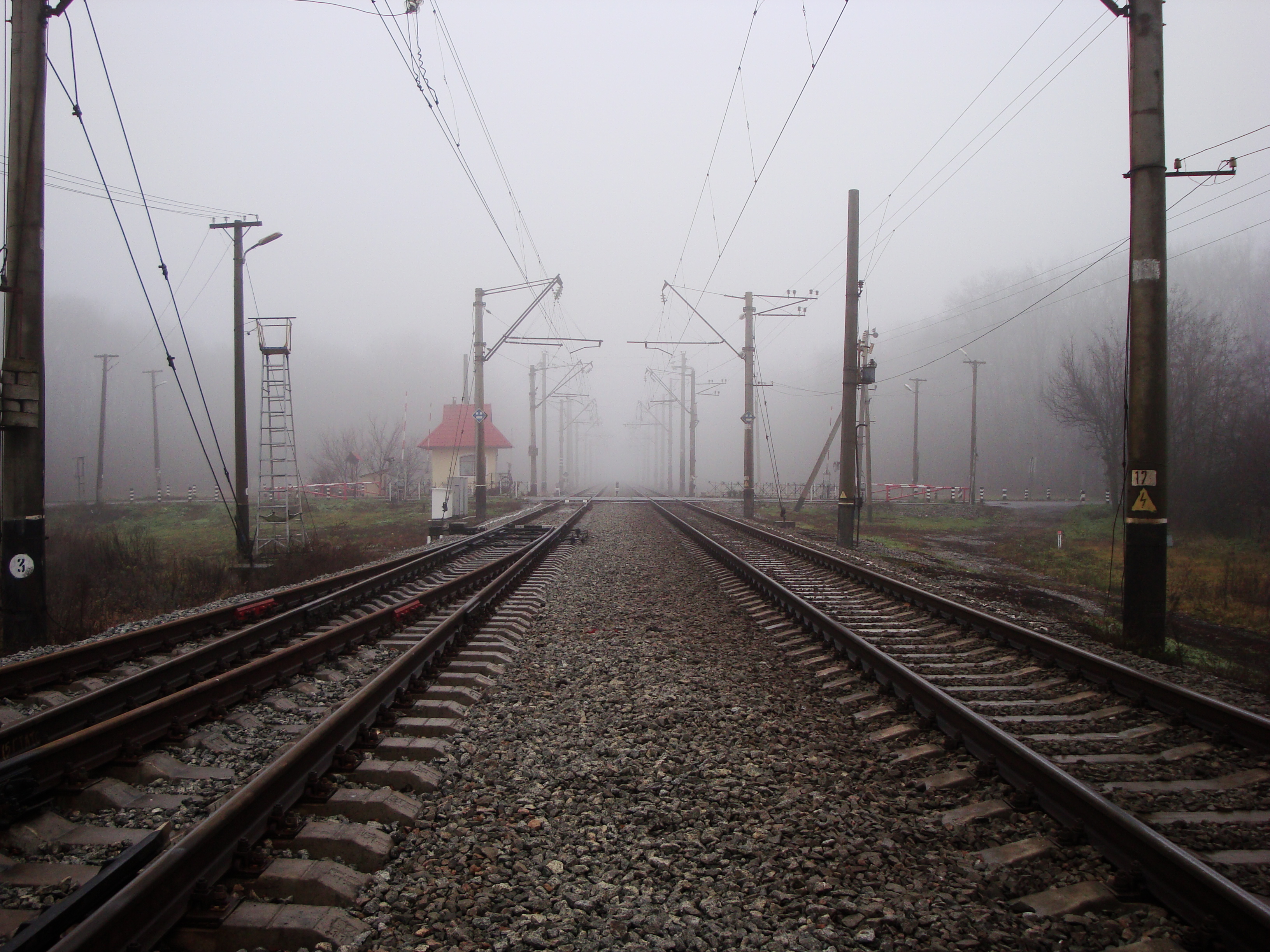
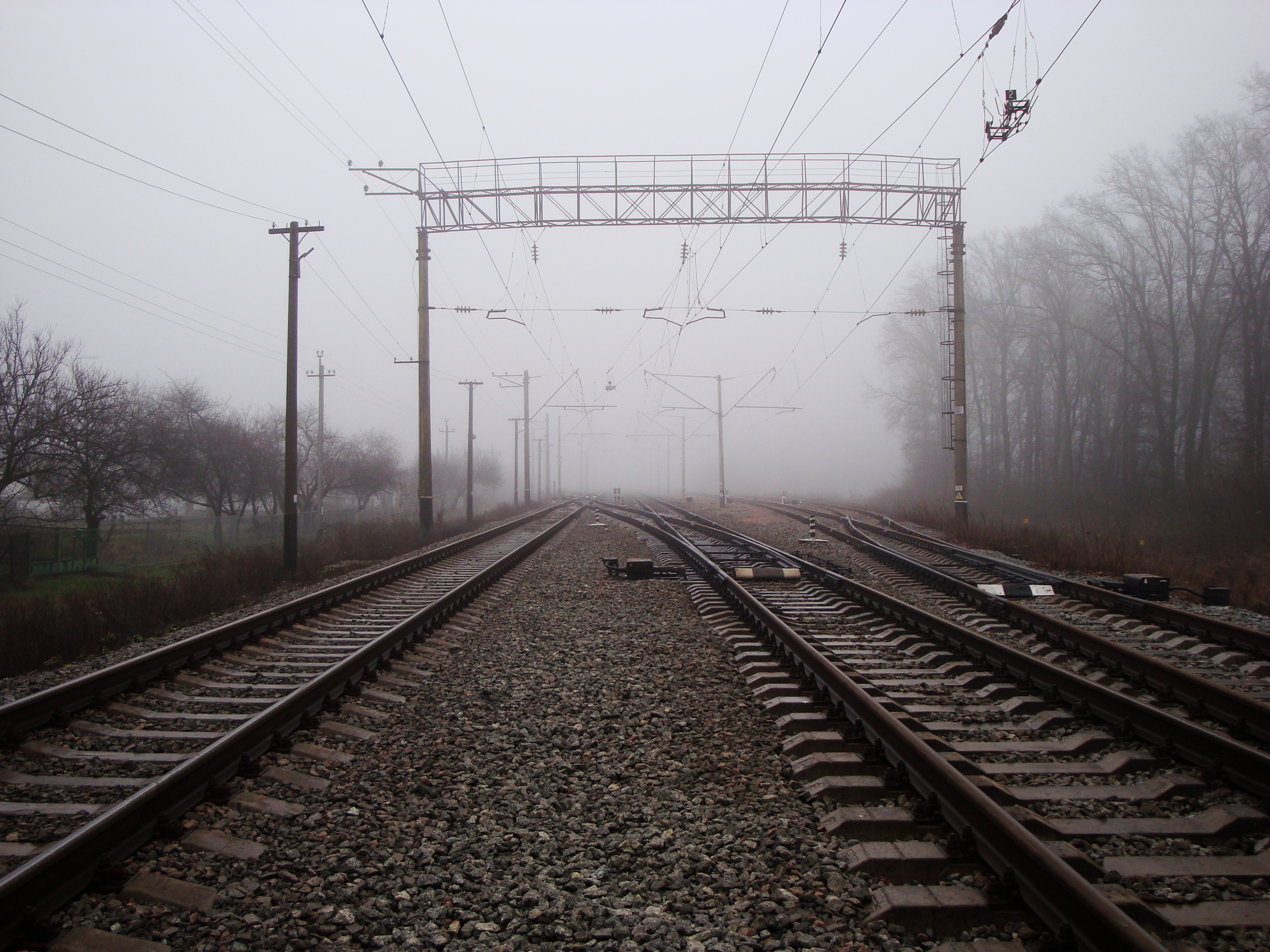